# Буерак-Сенюткин
Буерак-Сенюткин — хутор в Серафимовичском районе Волгоградской области. Входит в состав Буерак-Поповского сельского поселения.

## История
В 19 веке казачий хутор Буерак-Сенюткин входил в состав станицы Усть-Медведицкая Области Войска Донского.
24 декабря 2004 года в соответствии с Законом Волгоградской области № 979-ОД хутор вошёл в состав Буерак-Поповского сельского поселения.

## География
Хутор расположен на западе региона и находится в 1 км к востоку от хутора Буерак-Поповский.
На хуторе имеются три улицы: Зелёная, имени Миронова и имени С. Тришина.

## Население
| 2010 |
| ---- |
| 134  |

## Известные жители
Филипп Кузьмич Миронов (1872—1921), участник Гражданской войны, советский военачальник, казак, командарм 2-й конной армии, прототип героя песни Игоря Талькова «Бывший подъесаул». Родился в Буерак-Сенюткине в 1872 году.

## Транспорт
Автобусное сообщение, есть остановка общественного транспорта